# Millares
Millares (em castelhano e oficialmente) ou Millars (em valenciano) é um município da Espanha na província de Valência, Comunidade Valenciana. Tem 105,5 km² de área e em 2021 tinha 341 habitantes (densidade: 3,2 hab./km²).

## Demografia
| Variação demográfica do município entre 1991 e 2004 | Variação demográfica do município entre 1991 e 2004 | Variação demográfica do município entre 1991 e 2004 | Variação demográfica do município entre 1991 e 2004 |
| --------------------------------------------------- | --------------------------------------------------- | --------------------------------------------------- | --------------------------------------------------- |
| 1991                                                | 1996                                                | 2001                                                | 2004                                                |
| 756                                                 | 693                                                 | 604                                                 | 567                                                 |